# نظرية النوافذ المحطمة

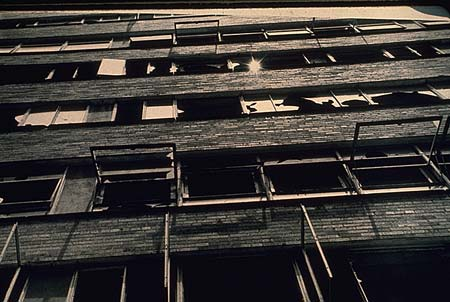
نوافذ مبنى محطمة

نظرية النوافذ المحطمة هي نظرية في علم الجريمة لإرساء القواعد والإشارة إلى تأثير الفوضى والتخريب على المناطق الحضرية المتمثلة بالجرائم والسلوكيات المعادية للمجتمع. نظرية النوافذ المحطمة هي نتاج فكر المُنظرين (واضعي النظريات) في علم الجريمة: جيمس ويلسون وجورج كيلنج.
النظرية بسيطة للغاية، ويمكن تعريبها إلى أن الكبائر تبدأ بالصغائر، أو أن عظيم النار من مستصغَر الشرر، أو صغائر الأمور بدايات عظائمها. يرى المنظّران أن الجريمة هي نتاج الفوضى وعدم الالتزام بالنظام في المجتمعات البشرية. إذا حطم أحدهم نافذة زجاجية في الطريق العام، وتُركت هذه النافذة دون تصليح، فسيبدأ المارة في الظن بأنه لا أحد يهتم، وبالتالي فلا يوجد أحد يتولى زمام الأمور، ومنه فستبدأ نوافذ أخرى تتحطم على ذات المنوال، وستبدأ الفوضى تعمّ البيت المقابل لهذا النافذة، ومنه إلى الشارع، ومنه إلى المجتمع كله.
لا تقتصر النظرية على النوافذ المحطمة، بل تشمل أيضاً السيارات المهجورة، ومراتع القمامة، والأركان المظلمة من الحواري والطرقات. وقد تكون البداية من مشكلات بسيطة نسبياً مثل الفوضى العامة، لكنها في الواقع تمثل دعوات إلى المزيد من الجرائم الخطيرة. فكم من شئ بدأ كمشكلة بسيطة ثم تطورت في تعقيدها بعدد من المراحل والدوائر لتصبح نقطة تحول لنوع من الجرائم الخطيرة المنظمة، فيجب أن تردع تلك الأفعال من البداية قبل تفاقمها وتطورها وأخذها منحنيات أخرى.
"مبدأ النظرية بسيط ولكنه عبقري في تقنينه ثم جعله أُنموذجاً قابلاً للتطبيق على أرض الواقع، فوجود النوافذ المكسورة في الشوارع يشجع المارة على كسر المزيد منها من باب العبث، ثم يتجرأ الفاعل فيكسر نوافذ السيارات، ثم يتحول العبث إلى جرأة فيتم اقتحام البيوت وسرقتها، أو إتلافها، كذلك الحال بالنسبة لوجود بعض المخلفات البسيطة يشجّع على رمي المزيد من المخلفات والزبائل حتى ينعدم الذوق العام ولايصبح للنظافة معنى !!..
جوهر النظرية مبني على علم النفس البشري الذي يقول بان الإنسان لديه قدرة وحب الانضباط والالتزام بالقوانين والآداب العامة متى ما توفرت له البيئة المشجعة على ذلك، وسرعان ماينفك من هذا الالتزام متى ما رأى الانفلات من حوله !!..
هذه النظرية قلبت الموازين في العقد الماضي، وغيرت في قوانين الإدارة عموما وفي الإدارة المدنية خصوصاً، فعلى مستوى المدن الأمريكية مثلا فُرضت الضرائب على كل من يرمي المخلفات في الشوارع مهما صغر حجمها، ونُظفت الجدران يوميا من كل مايكتب عليها، وغُسلت وسائل المواصلات يوميا ونظفت، فأحسّ الناس أن من واجبهم المساهمة في الحفاظ على هذا الإنجاز الحضاري، وعلى مستوى المرور فُرضت الضرائب على كل مخالفة صغيرة (مهما صغرت) فقلّت المخالفات الكبيرة واختفت الحوادث، وعلى المستوى الأمني تحوّلت نيويورك تلك المدينة المعروفة بالإجرام والسطو والفوضى في حقبة الثمانينيات - بعد تطبيق هذه النظرية - إلى مدينة أكثر أمناً ونظافة وترتيباً .. ثم تبنّت الإدارات الحكومية والمؤسسات الخاصة هذه النظرية كأساس مهم في فن الإدارة لتطوير العمل ورفع الإنتاجية والارتقاء بالمنتج".